# Stakleni som
Stakleni som (Kryptopterus bicirrhis) je akvarijumska riba iz porodice somova koja prirodno nastanjuje vode Tajlanda, Malajskog poluostrva i indonežanska ostrva Sumatra i Borneo. Staništa joj predstavljaju velike reke, često prelazi i u poplavljena polja. Stakleni somovi se organizuju u jata koja broje do 100 jedinki.

## Karakteristike
Najkarakterističnija odlika ove vrste je da je skoro providna (najprovidnija je od svih svetskih riba) te se mogu videti skelet i trbušni organi, što posebno privlači mnoge ljubitelje akvaristike. Dostiže dužinu do 15 cm.

## Ishrana
U prirodi, stakleni somovi se hrane vodenim stenicama i sitnijim ribama, ali i crvima, rakovima i insektima. U akvarijumskim uslovima orijentisana je na živu hranu, kao što su beli crvi, tubifeks ili dafnija, mada prihvata i suvu i smrznutu hranu.

## Gajenje
Ovo je mirna riba koja zahteva društvo, pa nije pogodno da se čuva u akvarijumu gde su izrazito aktivne ribe, već čuvati više jedinki njene vrste. Takođe, u akvarijumu zahteva dosta prostora za sakrivanje pa iz tog razloga je pogodan akvarijum sa dosta biljaka. Uz sve to, slabije osvetljenje je pogodno za ove ribe. Voda treba da je slabo bazna i ne previše tvrda. Temperatura vode treba da je oko 24 °C.